# Tesoro de Lava

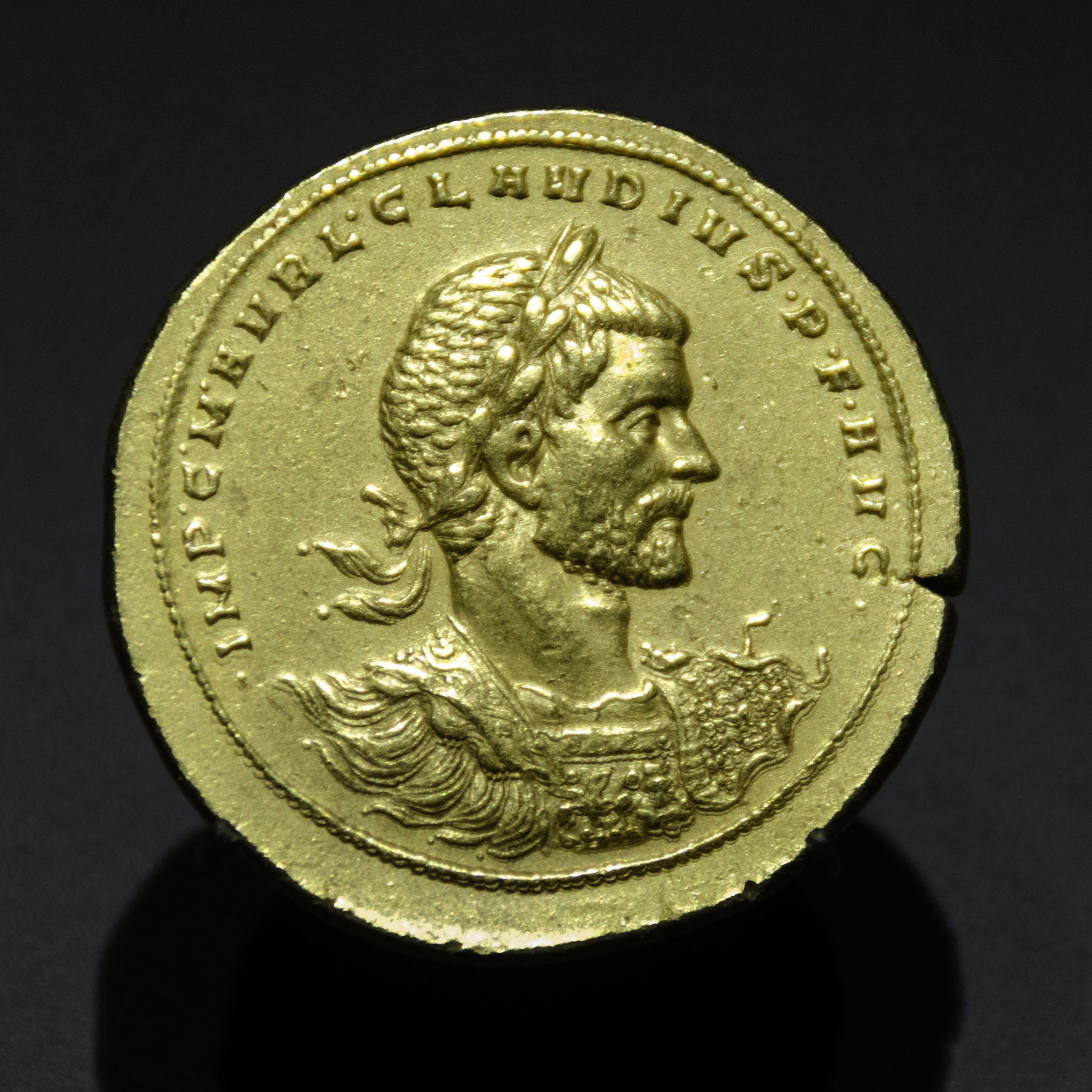
Un medallón de oro raro o 'multiple sólido' (o aureo) de Claudio el Gotico. 268 d.C. equivalente a 8 sólidos de oro regular. Parte del tesoro de Lava. 38,83 gramos. Museo Arqueológico Nacional de España.

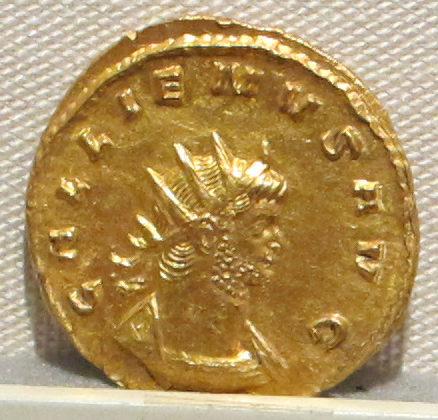
Áureo de Galieno, similar a los numerosos ejemplos encontrados en Lava.

El tesoro de Lava es un conjunto de monedas y placas de oro descubierto bajo el agua en el pequeño Golfo de Lava (parte del Golfo d'Ajaccio), sur de Córcega, Francia, probablemente en 1958. También es conocido como el "tesoro de Córcega" o "tesoro del Mar Mediterráneo". Es considerado uno de los hallazgos arqueológicos más importantes del mundo y presenta un testimonio único de nuestro conocimiento de las monedas imperiales romanas. 
El descubrimiento se realizó en la comuna de Alata, Córcega del Sur.

## Descripción
El hallazgo nunca fue declarado oficialmente. Parte del tesoro fue descubierto por dos hermanos que se encontraban buceando en busca de erizos de mar. En lugar de erizos, obtuvieron varias monedas de oro que limpiaron y luego vendieron ilegalmente. Según la ley francesa, todos los hallazgos arqueológicos subacuáticos pertenecen al estado.
En la actualidad, el tesoro se encuentra disperso en muchas colecciones públicas y privadas.
Las monedas de oro encontradas cubren el período desde la Decenales de Galieno del 262 d. C. hasta el reinado de Aureliano en el 272 d. C.
En total, aparentemente se encontraron cerca de 1.400 monedas cerca de Lava; de estas, 450 ya han sido identificadas.
Dos tercios de las monedas pertenecen a las huelgas aurelianas.
Además, se han encontrado una gran cantidad de monedas acuñadas bajo Claudio el Gótico.
Los arqueólogos creen que el oro estaba en una galera que transportaba a un importante funcionario y que se hundió tras un incendio a bordo, mientras navegaba por esta costa. Esto habría sucedido poco después de que las monedas fueron acuñadas. Pero el naufragio, en sí, nunca fue localizado. Aparentemente, algunas perturbaciones geológicas submarinas o deslizamientos de rocas ocurrieron en esta área desde el siglo III.
Existe alguna evidencia de que la pieza más cara del tesoro, una gran estatua dorada de un joven, fue encontrada y posteriormente fundida por excavadores ilegales por su valor en oro.
En total, el valor de este tesoro se estimaría en varias decenas de millones de euros, incluso sin contar la estatua. Algunas de las monedas han sido valoradas en 250.000 € cada una.

## Historia del descubrimiento
De manera misteriosa, las primeras 41 monedas de oro, áureos o medallones, aparecieron en el mercado en 1956. Se vendieron en una subasta y fueron objeto de una publicación académica creada por Jean Lafaurie, director de estudios numismáticos romanos de la École Pratique des Hautes Etudes en 1958. Según se informa, en 1971 se hicieron otros descubrimientos. Aun así, según Jean Lafaurie, un primer descubrimiento habría tenido lugar en Córcega por un pescador de corales en el siglo XIX.
Un gran grupo de monedas del tesoro de Lava fue incautado por la justicia francesa en el mercado de monedas en 1986.
Tres buzos corsos, Felix Biancamaria, su hermano Angel y su amigo Marc Cotoni estuvieron involucrados en estos hallazgos, y fueron condenados en 1994 por un tribunal por comercio ilegal de antigüedades.
En 2010, la policía recuperó una valiosa vasija romana de oro perteneciente al 'Tesoro de lava'.